# Al·lòbroges
Els al·lòbroges (en llatí: Allobroges, Allobriges, Allobruges, en grec antic Άλλόβριγες o Ἀλλόβρογες) eren un poble gal que habitaven un territori a l'est del Roine, principalment entre el Roine i l'Isèra. Tenien a l'oest els segusiaves, a l'est els helvecis, al nord els sequans i al sud els voconcis. Vienne va ser la seva ciutat principal, diu Estrabó, que explica que sota domini romà es van convertir en un poble agrícola que vivia sobretot en poblacions petites. La ciutat més allunyada de les que dominaven els al·lòbroges era Ginebra, ja a la frontera amb els helvecis, on hi havia un pont sobre el riu Roine. Els seu territoris produïen vi.
Apareixen a la història quan es van unir a Hanníbal l'any 218 aC a la Segona Guerra Púnica, i els menciona Titus Livi. El 121 aC van ser derrotats per Quint Fabi Màxim, que després de la victòria va agafar el cognomen Allobrigus, i que s'havia aliat amb els hedus, queixosos de les incursions dels al·lòbroges al seu territori. L'any 58 aC els helvecis els van atacar i van demanar ajut a Juli Cèsar. El seu territori es va incloure a la província romana de la Gàl·lia Narbonesa en temps d'August, i més tard a la Diòcesi de les set províncies. Segons Ciceró tenien un consell d'ancians o senat que els governava.